# Утоление жажды (фильм)
«Утоле́ние жа́жды» — советский 2-серийный художественный чёрно-белый фильм режиссёра Булата Мансурова по мотивам романа Ю. В. Трифонова «Утоление жажды» (1963). Второй полнометражный фильм, поставленный режиссёром на киностудии «Туркменфильм» в 1966 году.

## Сюжет
1950-е годы. В Туркмении идёт строительство Каракумского канала. С судьбой этой большой стройки тесно связаны судьбы многих героев фильма: корреспондента Корышева, вскрывающего ложь показушных клеветнических статей своего коллеги Зурабова; талантливого молодого инженера Карабаша, передовые методы строительства которого находят поддержку у начальника стройки Ермасова; озлобившегося старого инженера Хорева, который из зависти к Карабашу пишет доносы в ЦК партии Туркменской ССР на него и Ермасова.

## В ролях
- Пётр Алейников — Марютин, машинист экскаватора (последняя роль в кино), озвучил Геннадий Дудник[1]
- Арина Алейникова — Марина Марютина, дочь Марютина
- Ходжадурды Нарлиев — Бяшим Мурадов, молодой экскаваторщик
- Артык Джаллыев — Дурдыев
- Леонид Сатановский — Пётр
- Анатолий Ромашин — Саша Зурабов, журналист
- Ян Янакиев — Хорев
- Анатолий Кубацкий — Лузгин
- Борис Кудрявцев — Кузнецов
- Станислав Михин — Иван
- Мухаммед Черкезов — чиновник

## Награды
- 1968 — 3-й Всесоюзный кинофестиваль в Ленинграде
  - Специальная премия за исполнение мужской роли (посмертно) (Пётр Алейников)
  - Диплом за операторскую работу (Ходжакули Нарлиев)
- Смотр-конкурс кинематографистов республик Средней Азии и Казахстана. Приз за лучшую мужскую роль (Пётр Алейников) (посмертно)